# Grundmången
Grundmången är en sjö i Mora kommun i Dalarna och ingår i Dalälvens huvudavrinningsområde. Sjön har en area på 0,613 kvadratkilometer och ligger 358,2 meter över havet. Sjön avvattnas av vattendraget Mångån (Oloksån).

## Delavrinningsområde
Grundmången ingår i det delavrinningsområde (674201-142609) som SMHI kallar för Utloppet av Grundmången. Medelhöjden är 415 meter över havet och ytan är 6,78 kvadratkilometer. Räknas de 3 avrinningsområdena uppströms in blir den ackumulerade arean 21,05 kvadratkilometer. Mångån (Oloksån) som avvattnar avrinningsområdet har biflödesordning 2, vilket innebär att vattnet flödar genom totalt 2 vattendrag innan det når havet efter 321 kilometer. Avrinningsområdet består mestadels av skog (74 procent). Avrinningsområdet har 0,62 kvadratkilometer vattenytor vilket ger det en sjöprocent på 9,1 procent.